# Judd Hirsch
Judd Seymore Hirsch, född 15 mars 1935 i Bronx i New York, är en amerikansk skådespelare, främst känd för rollfigurerna Alex Reiger i TV-serien Taxi (1978–1983) och Alan Eppes i TV-serien Numb3rs (2005–2010).
Hirsch Emmybelönades 1981 och 1983 för rollen i Taxi. För rollen i TV-serien Dear John (1988–1992) belönades han 1989 med en Golden Globe Award i kategorin bästa manliga huvudroll - musikal eller komedi.
För rollen i filmen En familj som andra (1980) nominerades han till en Oscar för bästa manliga biroll. Han har även medverkat i filmer som  Independence Day (1996) och A Beautiful Mind (2001).
I TV-serien Numb3rs spelar han Alan Eppes, far till FBI-agenten Don Eppes (Rob Morrow) och matematikprofessorn Charlie Eppes (David Krumholtz).  Hirsch och Krumholtz spelade även far och son i Herb Gardners pjäs Conversations with My Father, en pjäs för vilken Hirsch belönades med Tony Award. I den animerade humorserien Family Guy spelar Hirsch en bowlingklotsputsare.